# Michele Pintauro
Michele Pintauro (Foggia, 25 marzo 1959) è un allenatore di calcio ed ex calciatore italiano, di ruolo portiere. È direttore tecnico del Progetto UnoLab, scuola calcio per portieri che ha sede in Sardegna con campi di allenamento ad Alghero ed Olmedo.

## Carriera
Conta una presenza in Serie A con la maglia dell'Empoli.
Nel 1986 fu coinvolto nello scandalo calcioscommesse rimediando una squalifica di un mese.
Dal 2004 al 2006 ha allenato nel settore giovanile della Torres. Nella stagione 2010-2011 ha allenato l'Atletico Oristano, nel campionato di Serie A2.
Nel luglio del 2011 è diventato il preparatore dei portieri dell'ASD Porto Torres, nel campionato interregionale di Serie D. Nella stagione 2015-2016 ha ricoperto il ruolo di preparatore di portieri delle giovanili della Torres.

## Palmarès

### Giocatore
- Campionato italiano Serie C1: 2

Como: 1978-1979 (girone A)
Empoli: 1982-1983 (girone B)